# Мхитарян, Гамлет Апетнакович
Га́млет Апетна́кович Мхитаря́н (арм. Համլետ Մխիթարյան; 14 сентября 1962, Ереван — 6 мая 1996, Ереван) — советский и армянский футболист, нападающий. Выступал за ереванский «Арарат», абовянский «Котайк» и французский «Валанс». Сын Генрих — игрок сборной Армении.

## Клубная карьера
Гамлет Мхитарян начал выступать в «Арарате» в 1980 году. К этому времени в клубе почти не осталось игроков, выступавших за него в 70-е годы, когда команда достигла ряда успехов, в том числе выиграла чемпионат СССР 1973 года. Мхитарян был игроком основного состава и одним из лидеров атаки клуба. В чемпионате СССР 1984 года Мхитарян забил 18 мячей. Больше него забил только Сергей Андреев — 19 мячей. Редакция журнала «Советский воин» наградила Мхитаряна новоучреждённым призом «Рыцарю атаки». Данный приз вручался футболисту, забивавшему (за сезон) чаще других три и более мячей в одном матче чемпионата. В чемпионате 1984 Мхитарян сделал три хет-трика и один покер.
В 1988 году перешёл в «Котайк» из Абовяна, где провёл полтора сезона. В июле 1989 года уехал во Францию, где выступал за «Валанс». Мхитаряна можно считать одним из первых официальных легионеров из Армении, который отправился играть на Запад. Данному переходу поспособствовал Абрам Айрапетян, который проживал во Франции и устраивал турне советских футболистов по Европе. После прихода Мхитаряна клуб, во многом благодаря его игре, поднялся из 3-го дивизиона во второй. Затем Мхитарян перешёл в клуб «Арарат» Исси-ле-Мулино, за который выступал всего 6 месяцев. Карьеру футболиста не смог продолжить из-за обнаруженной опухоли мозга. Три операции, проведённые в течение одного года, не помогли спасти жизнь.